# Kurt Harz
Kurt Harz (* 22. März 1915 in München; † 20. September 1996 in Rothenburg ob der Tauber) war ein deutscher Entomologe.

## Leben
Kurt Harz wurde 1915 als Sohn des damaligen Rechtspraktikanten Franz Paul Harz und dessen Frau, der gebürtigen Österreicherin Emilie (geborene Schreiber), in München geboren. Carl Otto Harz (1842–1906) war einer seiner Großväter.
Während des Ersten Weltkrieges zog die Mutter mit Kurt Harz und seinem Bruder Karl zurück in ihre Heimat nach Gurschdorf (heute Skorošice). Nach Kriegsende folgte auch der Vater dorthin. Kurt erkrankte im Alter von fünf Jahren an Kinderlähmung. Er überlebte die Krankheit, war aber seitdem auf einen Rollstuhl angewiesen. Von 1921 bis 1925 bekam er einmal wöchentlich in Freiwaldau (heute Jeseník) von einem alten Lehrer Privatunterricht. Die Familie zog zunächst nach Bärn in Mähren (heute Moravský Beroun), ging aber 1935 wieder nach Gurschdorf zurück. In dieser Zeit eignete sich Kurt Harz autodidaktisch Wissen an. Er sammelte unter anderem Pflanzen und Tiere und begann mit der Aufzucht von Insekten. 1938 wurde er bei der Gemeinde Gurschdorf als Sekretär und Naturschutzbeauftragter eingestellt. Bei der Vertreibung musste er 1946 alle Geräte und seine gesamte Bibliothek zurücklassen. Die Familie kam nach Wülfershausen an der Saale in Unterfranken. Da er dort keine Arbeit fand, bestritt er seinen Lebensunterhalt mit Nachhilfeunterricht und Malen. Er hatte nun wieder viel Zeit für seine Insekten, die Geradflügler (Orthopteroida) wurden mehr und mehr sein Spezialgebiet.
Nach dem Tode seiner ersten Frau Hilda im Jahre 1953, heiratete Kurt Harz zwei Jahre später die Krankenschwester Anna Botsch (genannt Hanna) († 22. Dezember 2010). Beide brachten je einen Sohn in die Familie ein: Lothar (Kurt Harz) und Peter (Anna Botsch). 1957 zog die vierköpfige Familie nach Münnerstadt bei Bad Kissingen. Im gleichen Jahr erschien das erste große Buch „Die Geradflügler Mitteleuropas“.
1963/64 gründete Kurt Harz die Deutsche Forschungszentrale für Schmetterlingswanderungen e.V. (DFZS) und übernahm deren Leitung. Ein Jahr später begründet Harz die Zeitschrift Atalanta der DFZS. Beide Tätigkeiten legte er 1972 in andere Hände, um sich voll und ganz den drei Bänden der „Orthopteren Europas“ widmen zu könne. In der Zwischenzeit konnte die Familie in ein kleines Haus nach Gröbenzell bei München umziehen. Das Haus bekamen sie von Kurt Harzs Tante Lina Geist geschenkt. Durch das Erbe von Resi Harz konnte sich Kurt Harz schließlich ein behindertengerechtes Haus nach eigenen Vorstellungen bauen lassen. Als Ort wählte die Familie den Geburtsort der Ehefrau: Endsee bei Rothenburg ob der Tauber. Kurt und Anna bezogen das Haus im Jahre 1975. Im gleichen Jahr begründete Kurt Harz die Zeitschrift „Articulata“, deren Redaktion und Herausgabe er 1988 an die Deutsche Gesellschaft für Orthopterologie weiter gab.
Kurt Harz veröffentlichte über 200 Fachartikel und Bücher, hauptsächlich über Insekten. 1959 bekam Kurt Harz von der Deutschen Entomologischen Gesellschaft die Fabricius-Medaille, außerdem war er Ehrenmitglied vieler wissenschaftlicher Gesellschaften in Deutschland, Großbritannien, der Schweiz und in den USA. Die Ludwig-Maximilians-Universität München verlieh ihm am 28. Juli 1982 die Würde eines Ehrendoktors (Dr. hc.).